# Hippuris vulgaris
Hippuris vulgaris (del grec:: ἵππος — cavall i οὐρά — cua), és una espècie de planta aquàtica amb flors de la família de les plantaginàcies. amb distribució a Euràsia (incloent Catalunya) i Amèrica del Nord des de Groenlàndia i el Tibet a Arizona. Prefereix aigües que no siguin àcides. No està estretament emparentada amb els Equisetum.

## Descripció
És una herbàcia perenne que es troba en aigües somes. Arrela sota l'aigua però la majoria de les seves fulles es disposen sobre la superfície de l'aigua. Les fulles es disposen en verticils de 6 a 12; les fulles per sobre d el'aigua fan 0,5 a 2,5 cm de llargada i fins a 3 mm d'amplada, les de sota l'aigua són més fines i més llargues. La tija fa fins a 60 cm de llargada i pot estar de 20 a 30 cm per sobre de l'aigua. Té un rizoma gruixut. Les flors són molt petites i poc vistoses i no totes les plantes en fan. Apareixen a l'axil·la de les fulles, amb un periant pràcticament inexistent, un ovari ínfer i un únic estam. Estudis sobre H. vulgaris fets a l'altiplà tibetà mostren que emet molt de metà.
Encara que tradicionalment se la situava a una família monotípica pròpia (les hippuridàcies), estudis moleculars han pogut emparentar-les amb els representants de la família de les plantaginàcies, amb les quals, morfològicament, no hi te gaire semblança. En canvi, l'aspecte general d'aquesta espècie pot recordar-nos a un equiset (que també acostumen a créixer en indrets humits), però els equisets són  pteridòfits (plantes sense flors parentes de les falgueres) i l'Hippuris és un espermatòfit, una planta amb flors.

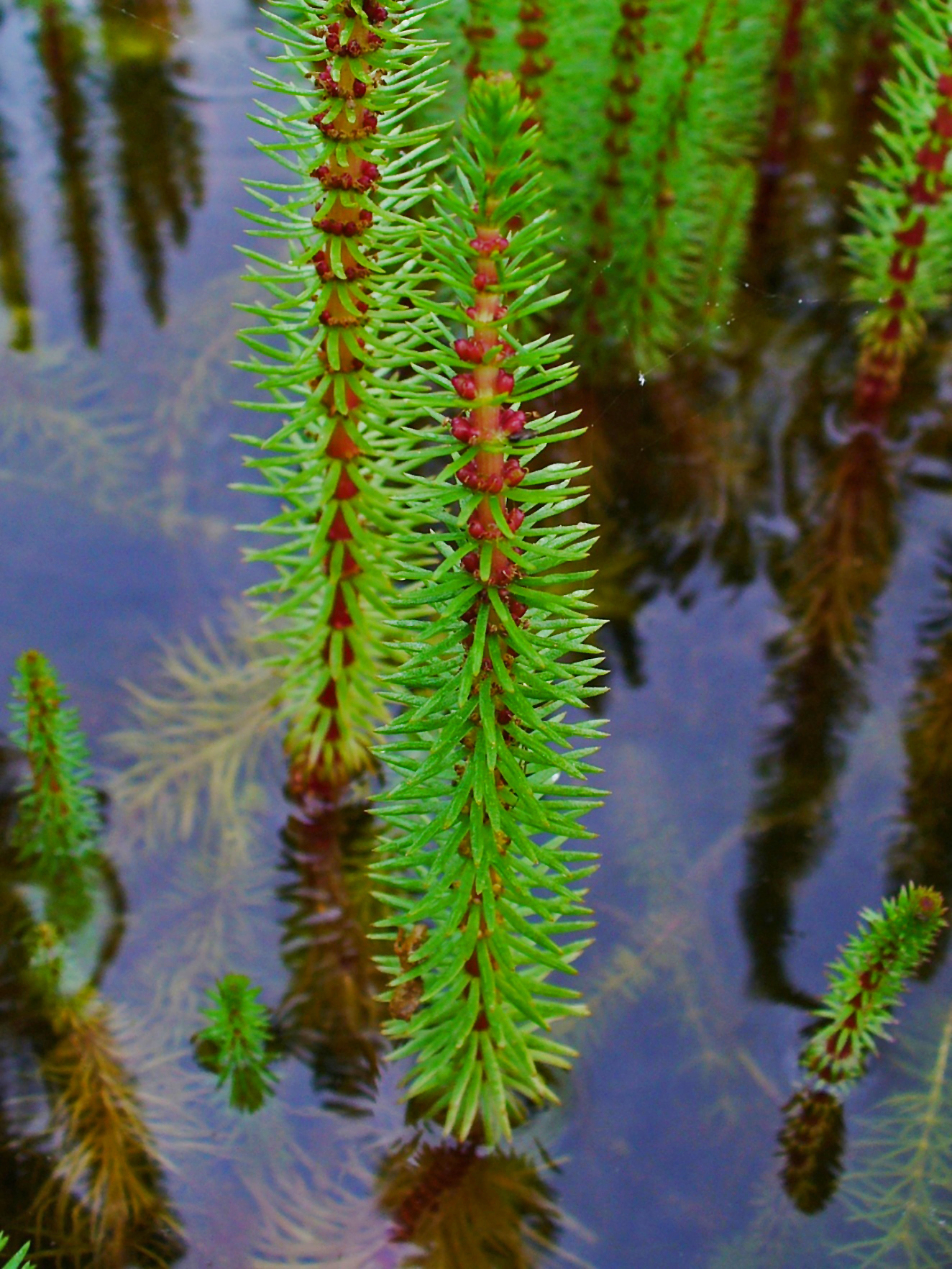
Veieu les petites flors a l'axil·la de les fulles.
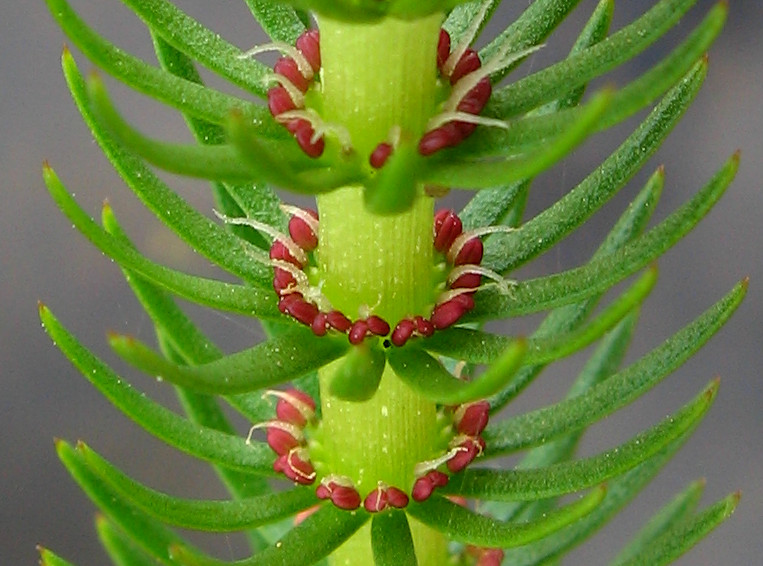
Les flors amb un pistil hialí i un estam amb 2 anteres vermelles.
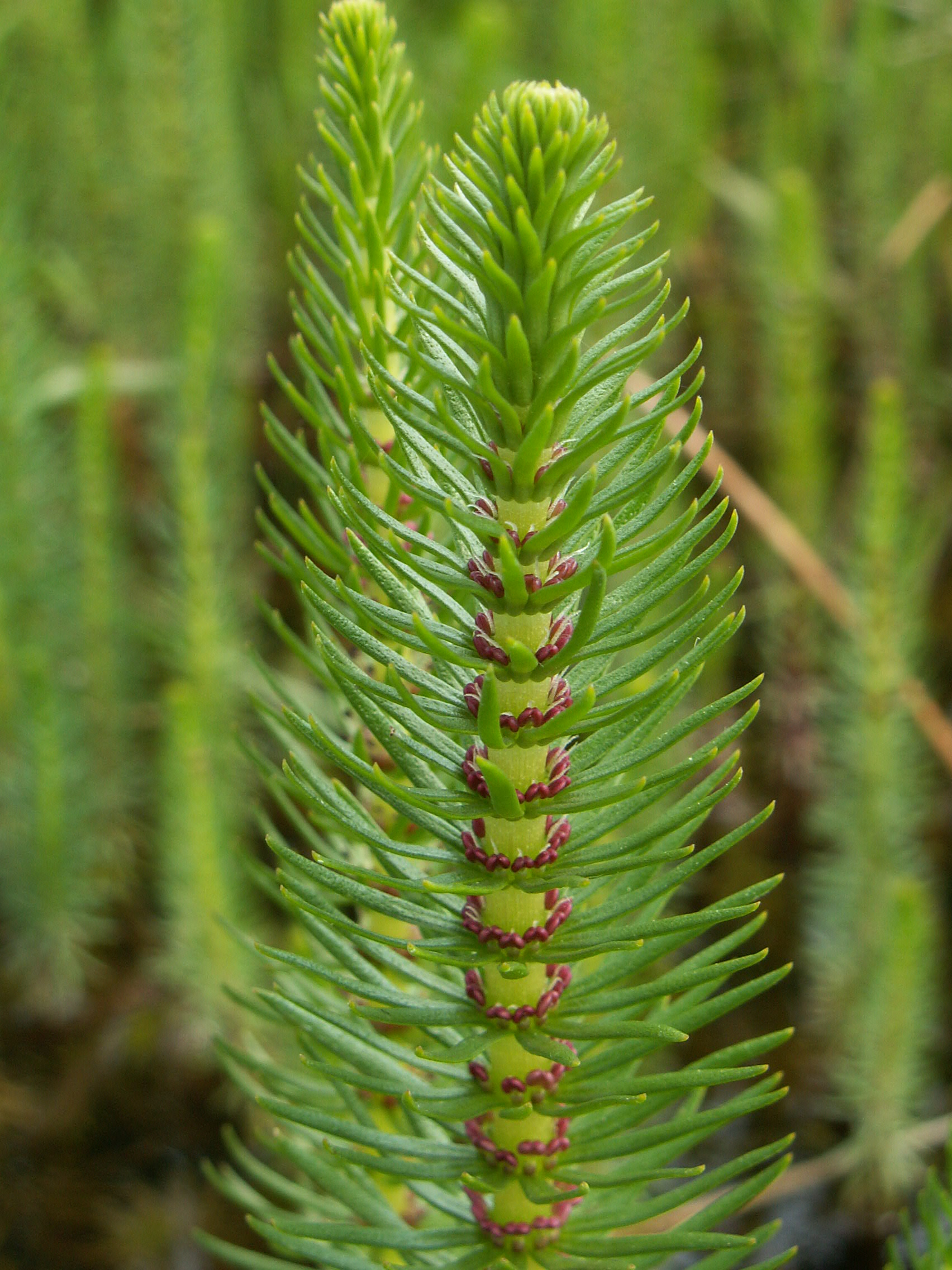
individu florint.
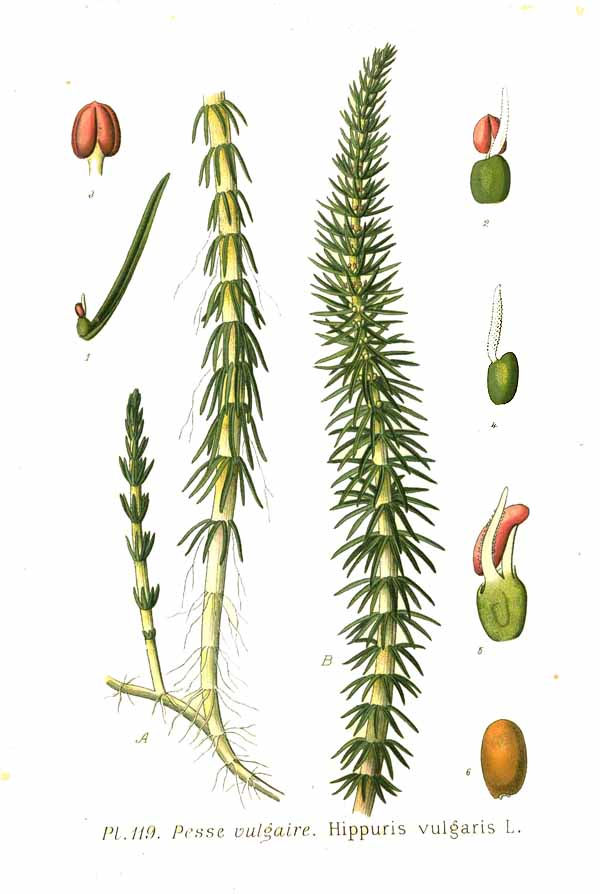
Amédée Masclef - Atlas des plantes de France. 1891

## Hàbitat i distribució
És una planta aquàtica que viu a les vores d'estanys i rius, de fins a dos metres de profunditat, en ambients temperats i freds de tot el món (principalment a l'hemisferi nord, però també viu a Xile i Argentina). Als Països Catalans, s'ha trobat en alguns pocs indrets del Nord de Catalunya i la Catalunya del Nord.
Degut a la seva raresa, aquesta espècie es troba catalogada com a Espècie en perill pel Decret 172/2008, de 26 d’agost de la Generalitat, mitjançant el qual es va crear el Catàleg de flora amenaçada de Catalunya.

## Usos
En la medicina herbal, la seva tija té molts usos, especialment per guarir les ferides i contra la inflamacó de la pell. També pot ser una mala herba que obstrueix els cursos d'aigua.